# Grup de la fosfuranilita
El grup de la fosfuranilita és un grup de minerals fosfats. Dins del grup s'hi inclouen quatre minerals, vegeu-los:
| Nom del mineral | Fórmula                        | Sistema i simetria           |
| Bergenita       | Ca₂Ba₄(UO₂)9(PO₄)₆O₆ · 16H₂O   | Mon. 2/m: P21/b              |
| Dewindtita      | H₂Pb₃(UO₂)₂(PO₄)₄O₄ · 12H₂O    | Orto. mmm (2/m 2/m2/m): Cmma |
| Fosfuranilita   | (H₃O)₃KCa(UO₂)₇(PO₄)₄O₄ · 8H₂O | Orto. mmm (2/m 2/m2/m): Cmcm |
| Yingjiangita    | K₂Ca(UO₂)₇(PO₄)₄(OH)₆ · 6H₂O   | Orto. mmm (2/m 2/m2/m): Cmcm |

## Galeria

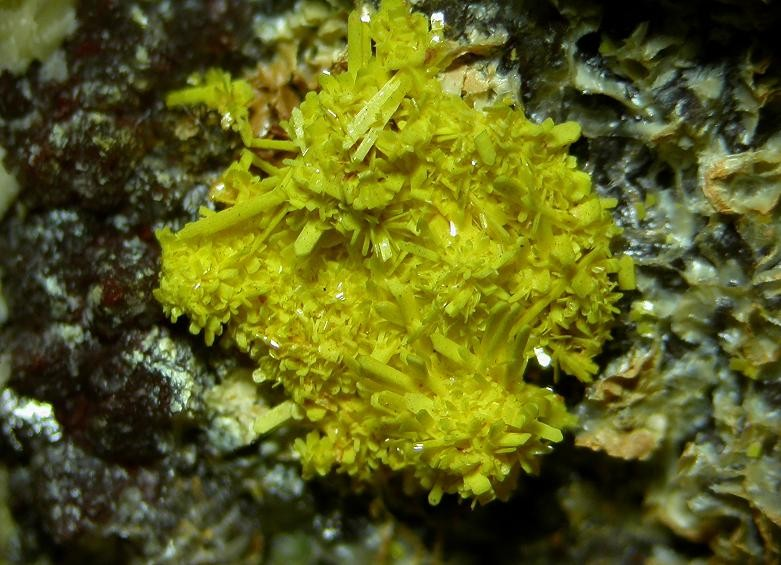
Bergenita
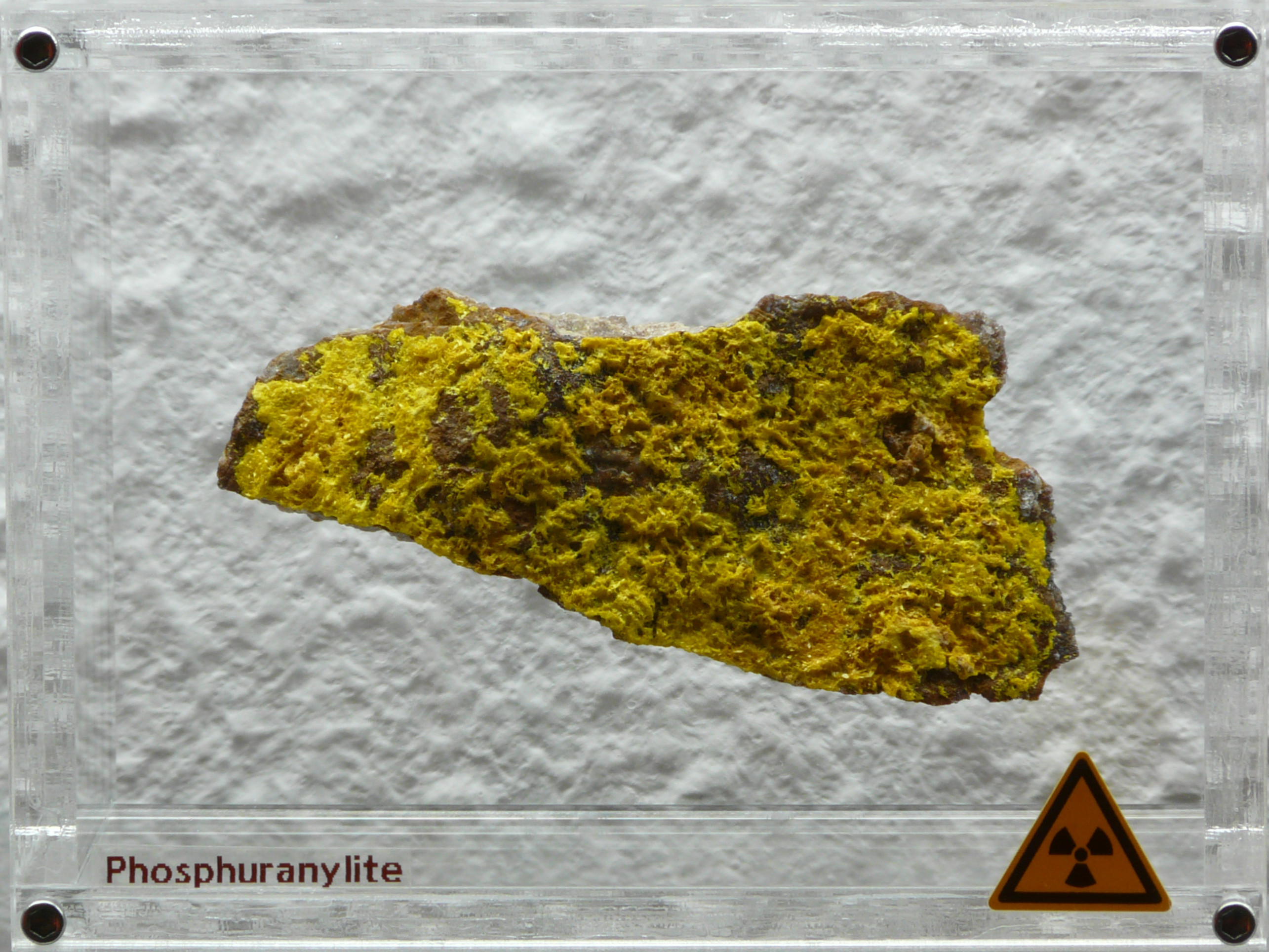
Fosfuranilita
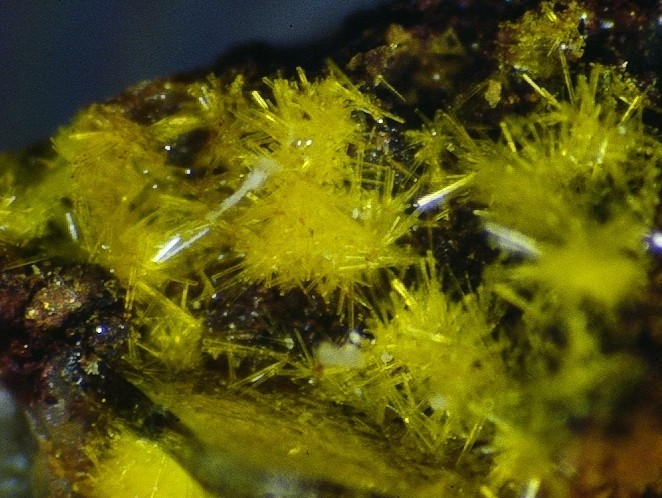
Yingjiangita
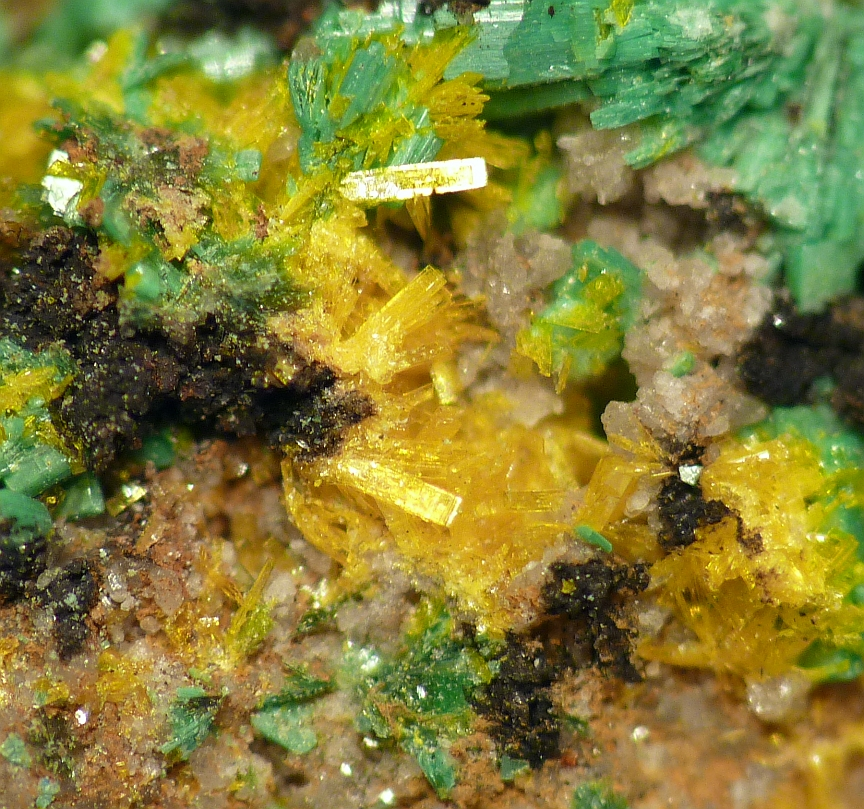
Dewindtita